# オレンジカーゴ
オレンジカーゴ株式会社は、かつて存在した小型飛行機での貨物運送を専門とする日本の航空会社。トヨタ自動車の戦後の再建を担った石田退三の曾孫が創業した。

## 概要
小型プロペラ機による貨物運送を専門として新たな需要を狙って運航を開始したが、約半年で運航を停止した。他の航空会社を退職した中高年のベテラン操縦士を採用したが、オレンジカーゴは深夜の時間帯に路線を設定したため体力的に厳しく、機長の不足による路線の縮小により貨物需要が当初予測を下回り採算性が悪化、資金繰りがつかなくなったためと思われる。2004年（平成16年）4月9日に破産宣告を受けた。経営破綻に際しては、設立時からの経営陣の見通しの甘さを指摘する報道が目立った。

## 歴史
- 2002年9月27日 - 会社設立。資本金4億5,000万円。
- 2003年
  - 7月18日 - 第三者割り当て増資を実施。資本金を6億2,500万円に増資する。
  - 8月14日 - 大阪航空局長より航空運送事業の許可を受ける（6月24日申請のもの）。[1]
  - 10月1日 - 羽田〜鹿児島線、羽田〜長崎線の各1往復/日で運航開始。
  - 11月 - 機長の不足により、羽田〜長崎線を運航停止。
  - 12月 - 第三者割り当て増資を実施。資本金を8億2500万円に増資する。
- 2004年
  - 3月22日 - 業績悪化により営業を停止し、全従業員を解雇。羽田〜鹿児島線も運航停止。[2]
  - 4月9日 - 名古屋地方裁判所より破産宣告を受ける（3月31日付申請のもの）。
- 2005年11月8日 - 破産終結（債権者に対する配当を完了し、破産手続きを終了）。

## 就航路線
- 羽田 - 鹿児島
- 羽田 - 長崎

## 使用機材
- ビーチクラフト1900C4機（JA190A、190B、190C、190D）を使用していた。